# Huracán Valencia CF
Huracán Valencia Club de Fútbol byl španělský fotbalový klub sídlící ve valencijském městě Torrent. Založen byl v roce 2011, zanikl v roce 2016. Klubové barvy byly červená a bílá.
Své domácí zápasy odehrával ve městě Moncada na stadionu Ciudad Moncada s kapacitou 3 000 diváků.

## Historické názvy
- 2011 – přesun klubu Torrellano Illice CF do Torrentu ⇒ vznik Huracán Valencia CF (Huracán Valencia Club de Fútbol)
- 2016 – zánik

## Umístění v jednotlivých sezonách
Legenda: Z – zápasy, V – výhry, R – remízy, P – porážky, VG – vstřelené góly, OG – obdržené góly, +/- – rozdíl skóre, B – body, červené podbarvení – sestup, zelené podbarvení – postup, světle fialové podbarvení – přesun do jiné soutěže
| Španělsko (2011 – 2016) |                              |        |                                                             |                                                             |                                                             |                                                             |                                                             |                                                             |                                                             |                                                             |        |
| Sezóny                  | Liga                         | Úroveň | Z                                                           | V                                                           | R                                                           | P                                                           | VG                                                          | OG                                                          | +/-                                                         | B                                                           | Pozice |
| 2011/12                 | Segunda División B – sk. III | 3      | 38                                                          | 18                                                          | 12                                                          | 8                                                           | 48                                                          | 30                                                          | +18                                                         | 66                                                          | 3.     |
| 2012/13                 | Segunda División B – sk. III | 3      | 40                                                          | 21                                                          | 17                                                          | 2                                                           | 52                                                          | 24                                                          | +28                                                         | 80                                                          | 2.     |
| 2013/14                 | Segunda División B – sk. III | 3      | 38                                                          | 14                                                          | 10                                                          | 14                                                          | 40                                                          | 38                                                          | +2                                                          | 52                                                          | 9.     |
| 2014/15                 | Segunda División B – sk. III | 3      | 38                                                          | 17                                                          | 14                                                          | 7                                                           | 46                                                          | 30                                                          | +16                                                         | 65                                                          | 2.     |
| 2015/16                 | Segunda División B – sk. III | 3      | Klub se odhlásil v průběhu sezóny, výsledky byly anulovány. | Klub se odhlásil v průběhu sezóny, výsledky byly anulovány. | Klub se odhlásil v průběhu sezóny, výsledky byly anulovány. | Klub se odhlásil v průběhu sezóny, výsledky byly anulovány. | Klub se odhlásil v průběhu sezóny, výsledky byly anulovány. | Klub se odhlásil v průběhu sezóny, výsledky byly anulovány. | Klub se odhlásil v průběhu sezóny, výsledky byly anulovány. | Klub se odhlásil v průběhu sezóny, výsledky byly anulovány. | 20.    |